# Дженга
 Тази статия е за селото в Италия.  За играта с дървени плочки вижте Дженга (игра).  
Джѐнга (на италиански: Genga) е село и община в Централна Италия, провинция Анкона, регион Марке. Разположено е на 320 m надморска височина. Населението на общината е 1938 души (към 2010 г.).